# Nancy Cartwright
Nancy Cartwright (født 25. oktober 1957) er en amerikansk tegnefilmsdubber og skuespiller. Hun lægger stemme til Bart Simpson i den animerede og emmy-vindende tv-serie The Simpsons. Hun lagde også stemme til Rufus i den engelske tv-serie om Kim Possible.